# لورنس ميريك
لورنس ميريك (بالإنجليزية: Laurence Merrick)‏ هو مخرج أمريكي، ولد في 22 أبريل 1926، وتوفي في 26 يناير 1977 في هوليوود في الولايات المتحدة.

## وصلات خارجية
- لورنس ميريك على موقع IMDb (الإنجليزية)
- لورنس ميريك على موقع ألو سيني (الفرنسية)
- لورنس ميريك على موقع أول موفي (الإنجليزية)
- لورنس ميريك على موقع قاعدة بيانات الفيلم (الإنجليزية)
- لورنس ميريك على موقع كينوبويسك (الروسية)